# Санди-Пойнт (национальный резерват дикой природы)
Национальный резерват Санди-Пойнт (англ. Sandy Point National Wildlife Refuge) — резерват дикой природы США на территории Американских Виргинских островов, расположенный на песчаных пляжах протяжённостью около 3-х километров в самой юго-западной части острова Санта-Крус. Создан в 1984 году. Площадь — 1.46 км².
Последняя сцена известного американского художественного фильма-драмы 1994 года «Побег из Шоушенка» (The Shawshank Redemption) — где Энди Дюфрейн (играет актёр Тим Роббинс) после побега из тюрьмы вновь встречает своего друга Эллиса Бойда «Реда» Реддинга (играет актёр Морган Фримен) — была снята на одном из пляжей национального резервата Санди-Пойнт.

## Описание
Основная цель резервата — сохранение популяции и места обитания видов, которые находятся на грани исчезновения, одним из которых, является кожистая черепаха. Посещение: резерват открыт для общественного посещения на определённые часы в субботу и воскресенье. Историческое место Аклис датируется 400 г. н. э. и было заселено на протяжении 200 лет, и включено в Национальный реестр исторических мест США. Резерват является частью администрации Карибский комплекс национальных резерватов дикой природы.

## Фотогалерея

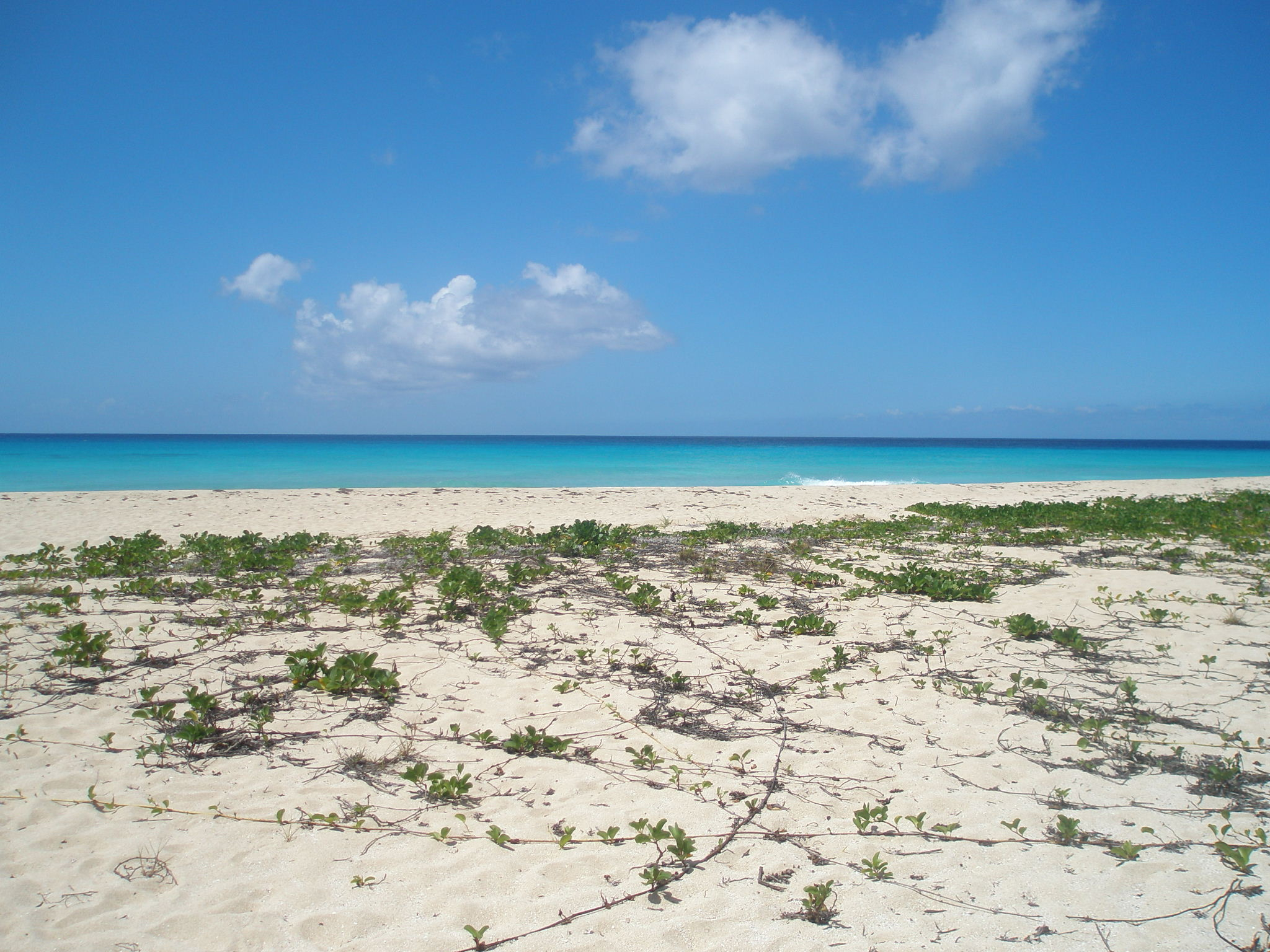
Один из песчаных пляжей национального резервата Санди-Пойнт
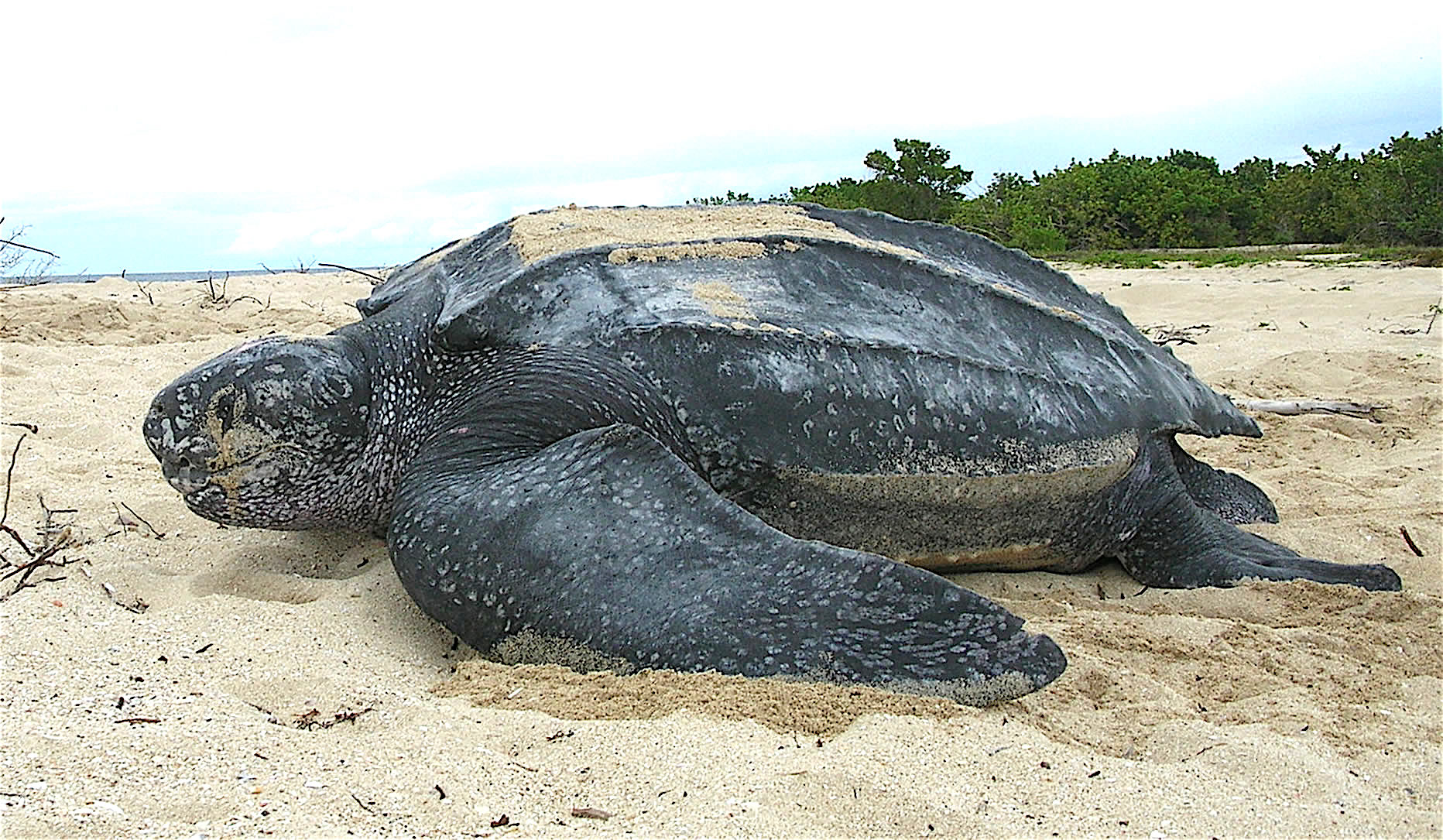
Кожистая черепаха на пляже в национальном резервате Санди-Пойнт
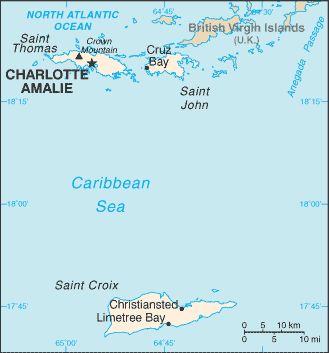
Географическая карта Американских Виргинских островов
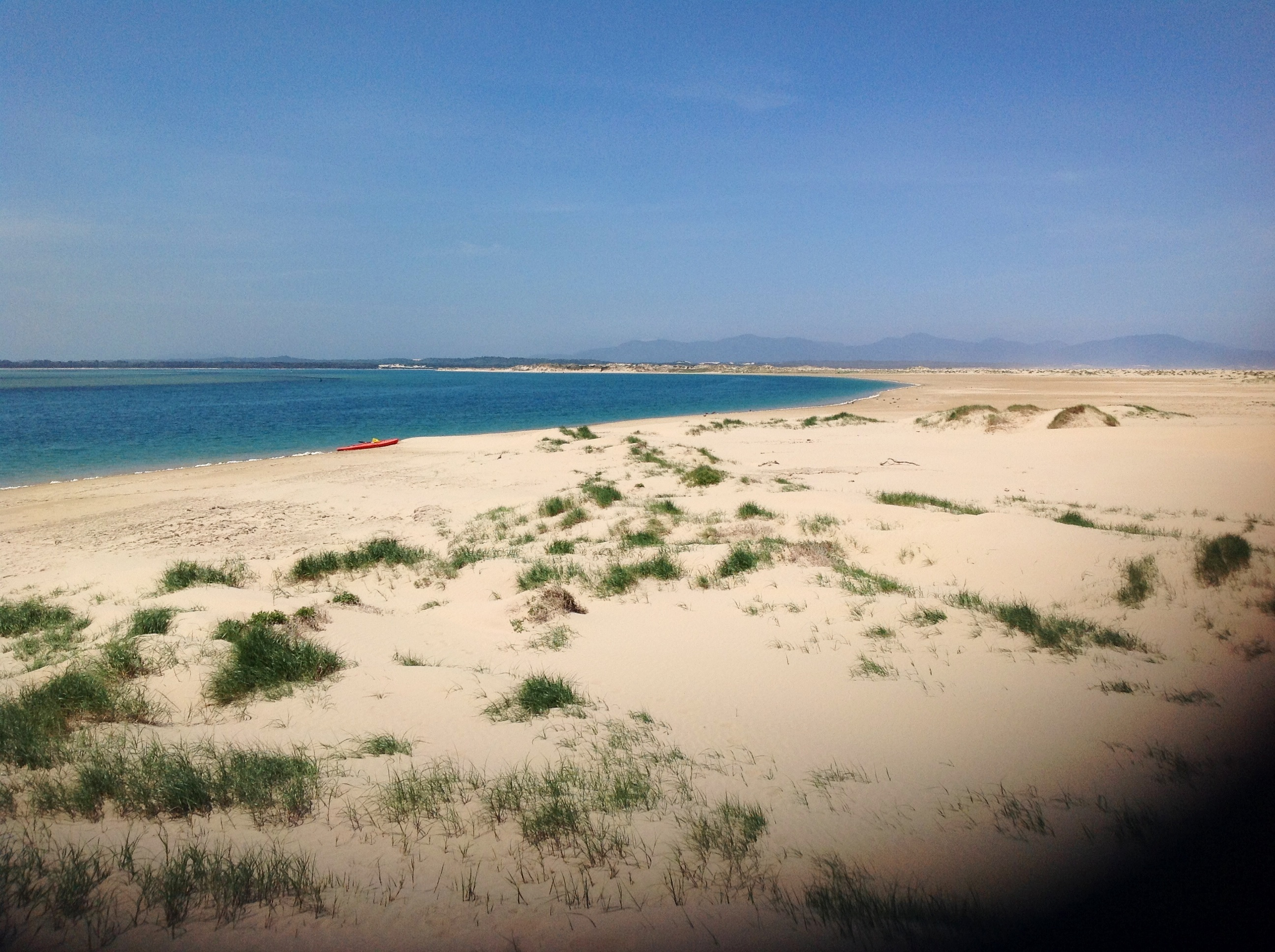
В национальном резервате Санди-Пойнт